# سم کینیسون
سم کینیسون (انگلیسی: Sam Kinison؛ ۸ دسامبر ۱۹۵۳ – ۱۰ آوریل ۱۹۹۲) یک هنرپیشه اهل ایالات متحده آمریکا بود.
از فیلم‌ها یا برنامه‌های تلویزیونی که وی در آن نقش داشته است می‌توان به بازگشت به مدرسه اشاره کرد.